# Ай-трекінг
АЙ-ТРЕКІНГ — процес визначення точки, на яку спрямовується погляд чи руху ока відносно голови. Ай-трекер — це пристрій для визначення позицій очей та їхнього руху.
Ай-трекінг використовується в багатьох галузях, таких як психологія, когнітивна лінгвістика та інші.

## Застосування ай-трекінгу вмаркетингу
Технологія ай-трекінгу може використовуватись для тестування телевізійної реклами. Таке тестування допоможе уникнути дорогих помилок. Ай-трекінг дає досліднику розуміння, наскільки споживач захоплений рекламою та як він на неї реагує. Використовуючи технологію ай-трекінгу, можна протестувати ролик, коли він ще у вигляді сторіборду чи вже в готовому вигляді, після пост-продакшену, і знайти відповіді на такі запитання:
- На що саме дивиться споживач, переглядаючи рекламний ролик?
- Чи помічає споживач продукт чи бренд?
- Як часто і як довго в поле зору споживача потрапляє продукт чи бренд?
- Чи не занадто відволікає наявна графіка від головних об'єктів телевізійного ролика?
- Яка загальна емоційна реакція на телевізійний ролик — вважає споживач ролик приємним чи відштовхуючим?
- Чи буде цей ролик ефективнішим з певною цільовою аудиторією — і якщо так, то з якою?

Рекламні проспекти, якими б кольоровими та яскравими вони не були, не можуть бути високоефективними, якщо людина не дивиться безпосередньо на рекламований об'єкт. Незважаючи на спрямованість погляду на рекламний проспект, фіксація погляду може відбуватися не на рекламованому об'єкті, а на інших нерелевантних об'єктах, що входять до складу зображення. При розробці рекламної продукції важливо добитись, щоб середній представник цільової аудиторії більшу частину часу, що відведено на експозицію, витратив на фіксацію на рекламований об'єкт. Технологія ай-трекінгу також допоможе знизити рівень суб'єктивності при виборі рекламних матеріалів перед їхнім запуском.
Особливо актуальним за сучасних умов стає використання ай-трекінгу для дослідження онлайн реклами. Для того, щоб така реклама працювала, споживач має її зауважити, взаємодіяти з нею та навіть звернути на неї увагу знову після перегляду іншої частини наповнення вебсторінки. Використовуючи технологію ай-трекінгу, дослідник може точно виміряти, як часто рекламу зауважено чи проігноровано та протягом якого часу. Ці дані може бути порівняно для реклам різного дизайну, розміщення, ступеню анімації, розміру, щоб визначити найефективніші характеристики для привернення уваги споживачів.
Коли відбувається зміна дизайну корпоративного сайту, правильний дизайн стартової сторінки створює передумови для ефективної роботи всього сайту. Якщо стартова сторінка не створює належного враження, користувач може ніколи і не зайти на сайт. Технологія ай-трекінгу може дати відповіді на такі запитання:
- Чи побачив споживач логотип?
- Чи одразу споживач побачив головну систему навігації по сайту?
- Чи звернув увагу споживач на головну інформацію на сторінці?
- Чи споживач уважно роздивився наповнення сторінки, чи просто пробіг по ній очима?
- Яким чином користувачі взаємодіють із сайтом?

Коли споживач вже готовий зробити покупку, саме пакування продає йому продукт, відмежовуючи його від конкурентів. Використовуючи технологію ай-трекінгу, можна протестувати реальну упаковку та викладку товарів чи симуляцію. Спеціальне програмне забезпечення дозволяє споживачеві роздивитися симульовану полицю із товарами, вибрати упаковку із полиці та покрутити її, щоб роздивитись із усіх боків. Аналіз включає дослідження того, як проглядає полицю, які саме упаковки він помічає, коли і як довго він на них дивиться і як саме споживач дивиться на ключову упаковку. Таким чином, технологія ай-трекінгу у цьому випадку може бути корисною для покращення оформлення вітрини, оптимізації розташування товарів на ній. Також можна вивчити, наскільки вдалою є пакування конкретного товару у порівнянні із упаковками конкурентів. Для привернення уваги важливою є не лише сама упаковка товару, а й те, як вона сприймається в оточенні своїх аналогів на реальній полиці магазину.
Використовуючи технологію ай-трекінгу, можна з'ясувати, наскільки ефективним був брендинг спортивного майданчику під час спонсорування спортивної події чи сцени при спонсоруванні концерту.
Технологія ай-трекінгу може суттєво підвищити ефективність юзабіліті-тестування. Таким чином, дослідник має можливіться подивитись на сайт очима користувача. Можна встановити, де конкретно користувач шукав необхідну йому інформацію, які елементи сайту користувач не зауважив, а які викликали у нього розгубленість. Вимірювання траєкторії руху погляду та точок фіксації погляду разом із вимірюванням розумової активності швидко висвітлюють ті зони юзабільності, які можуть призвести до економічних втрат для клієнта.

## Технологіяай-трекінгу
Одні з перших моделей ай-трекерів вимагали фіксації голови респондента. Така технологія дозволяла повністю уникнути викривлень показань через рухи голови[6].
Іншим типом технології є ай-трекер, закріплений на голові респондента. Пристрій легкий і не створює незручностей, не обмежує рухів. Принцип дії полягає в тому, що дві камери направлені на очі респондента, в той час як третя камера спрямована на досліджуваний об'єкт, відтворюючи те саме, що бачить респондент в конкретний момент. Технологія такого типу відкриває більше можливостей, адже респондент не має сидіти непорушно. Пристрій зображено на рисунку нижче.
Наступним поколінням ай-трекерів стали пристрої вмонтовані в монітор. На зображенні нижче показано ай-трекер, який візуально не відрізняється від 17-дюймового ЖК-монітору. Очевидною перевагою такого пристрою є те, що він повною мірою підтримує принцип plug&play, тобто його можна підключити до будь-якого комп'ютера чи ноутбука, на якому встановлено відповідне програмне забезпечення.
Ще одним типом ай-трекерів є незалежний пристрій, який може бути використано для різнопланових досліджень: як із використанням моніторів, проєкційних екранів, так і з реальними об'єктами, такими як полиця із викладкою товарів, один товар, друковане видання тощо. Такий тип пристрою зображено на рисунку нижче[7].
Деякі виробники пристроїв для ай-трекінгу пропонують комплексні рішення. Нижче наведено схему портативної ай-трекінг лабораторії для проведення юзабіліті-тестування[8]. До переваг такої лабораторії належать: швидкість застосування — необхідно лише 15 хвилин, щоб повністю налаштувати обладнання; пристрої фіксують не лише рух очей, а й звуки, що їх вимовляє респондент, записують усі рухи мишею та натисканням клавіш на клавіатурі, реєструють усі зовнішні подразники, які могли б відволікти респондента. Дослідник спостерігає за всіма процесами в реальному часі з екрану свого ноутбука та має змогу провести глибокий аналіз, вивчаючи записи.